# Ecco l'amore!
Ecco l'amore! (Love Comes Along) è un film del 1930 diretto da Rupert Julian. La sceneggiatura di Wallace Smith si basa su Conchita, lavoro teatrale di Edward Knoblock probabilmente del 1923.

## Produzione
Il film fu prodotto dalla RKO Radio Pictures.

## Distribuzione
Il copyright del film, richiesto dalla RKO Distributing Corp., fu registrato il 5 gennaio 1930 con il numero LP1010. Distribuito dalla RKO Radio Pictures sia in versione muta che in versione parlata sonorizzata con il sistema RCA Photophone, il film uscì nelle sale cinematografiche statunitensi il 5 gennaio 1930.